# 800 mètres féminin aux Jeux olympiques d'été de 1964 (athlétisme)
Navigation
Rome 1960 Mexico 1968
L'épreuve du 800 mètres féminin aux Jeux olympiques de 1964 s'est déroulée du 18 au 20 octobre 1964 au Stade olympique national de Tokyo, au Japon.  Elle est remportée par la Britannique Ann Packer.

## Résultats

### Finale
| Rang               | Athlète            | Pays                       | Temps  | Notes |
| ------------------ | ------------------ | -------------------------- | ------ | ----- |
| Médaille d'or      | Ann Packer         | Grande-Bretagne            | 2:01.1 | WR    |
| Médaille d'argent  | Maryvonne Dupureur | France                     | 2:01.9 |       |
| Médaille de bronze | Marise Chamberlain | Nouvelle-Zélande           | 2:02.8 |       |
| 4                  | Zsuzsa Szabó       | Hongrie                    | 2:03.5 |       |
| 5                  | Antje Gleichfeld   | Équipe unifiée d’Allemagne | 2:03.9 |       |
| 6                  | Laine Erik         | Union soviétique           | 2:05.1 |       |
| 7                  | Gerda Kraan        | Pays-Bas                   | 2:05.8 |       |
| 8                  | Anne Smith         | Grande-Bretagne            | 2:05.8 |       |

## Légende
Records et Performances
- AR : Record continental (area record)
- CR : Record des championnats (championship record)
- MR : Record du meeting (meet record)
- NR : Record national (national record)
- OR : Record olympique (olympic record)
- PR : Record paralympique (paralympic record)
- PB : Record personnel (personal best)
- SB : Meilleure performance personnelle de la saison (season's best)
- WL : Meilleure performance mondiale de l'année (world leader)
- WJR : Record du monde junior (world junior record)
- WR : Record du monde (world record)

Circonstances et Conditions
- DNF : N'a pas terminé (did not finish)
- DNS : N'a pas pris le départ (did not start)
- DQ : Disqualification (disqualification)
- NM : Aucun essai valable enregistré (No Mark)
- Q : Qualifié « directement » au prochain tour (ou à la prochaine compétition), lors d'une compétition majeure, grâce au classement ou à la réalisation des minima (automatic qualifier)
- q : Qualifié au prochain tour (ou à la prochaine compétition), lors d'une compétition majeure, grâce au repêchage ou à la réalisation de l'une des meilleures performances parmi celles des « non qualifiés directement » (grâce au meilleur temps ou à la meilleure distance par exemple) (secondary qualifier)